# Anchimetamorfizm
Anchimetamorfizm (apoepigeneza) – słabe przeobrażenie skał osadowych. Jest to zjawisko pośrednie między diagenezą a właściwym metamorfizmem.